# Vaastu Shastra
Vaastu Shastra to bollywoodzki horror z 2004 roku zrealizowany przez debiutanta Sauraba Naranga, wyprodukowany przez Ram Gopala Varmmę. W filmie gra Sushmita Sen i J.D. Chakravarthi. To historia małżeństwa pani doktór i pisarza, którzy w poszukiwaniu samotności wyprowadzają się z Pune na odludzie.

## Obsada
- Vicky Ahuja – Helper
- J.D. Chakravarthi – Virag Rao
- Ahsaas Channa
- Peeya Rai Chowdhary – Radhika (as Piya Rai Choudhray)
- Zakir Hussain – Dinesh Dubey – Zombie
- Rasika Joshi – Rukma – służąca
- Purab Kohli – Murli – chłopak Radhiki
- Bansaree Madhani – Jyoti Tatya Topiwala (jako Bansree Bhupesh Madhani)
- Meghna Malik – Zombie
- Rafiqa
- Sushmita Sen – Jhilmil 'Jill' V. Rao
- Chintan Atul Shah – Manish Tatya Topiwala
- Sayaji Shinde – Inspector Bhupal Gorpade
- Rajpal Yadav – Rajpal (szaleniec)